# Mercedes-Benz EQS
Mercedes-Benz EQS (V297) — современный электромобиль-лифтбек немецкой торговой марки Mercedes-Benz, находящийся в производстве с 12 марта 2021 года в Зиндельфингене.

## История
Концепт-кар автомобиля Mercedes-Benz EQS был представлен в 2019 году под названием Mercedes-Benz Vision EQS. Первый серийный вариант был представлен 15 апреля 2021 года. За его основу был взят автомобиль Mercedes-Benz W223.
Существует также кроссовер Mercedes-Benz EQS SUV.

## Галерея

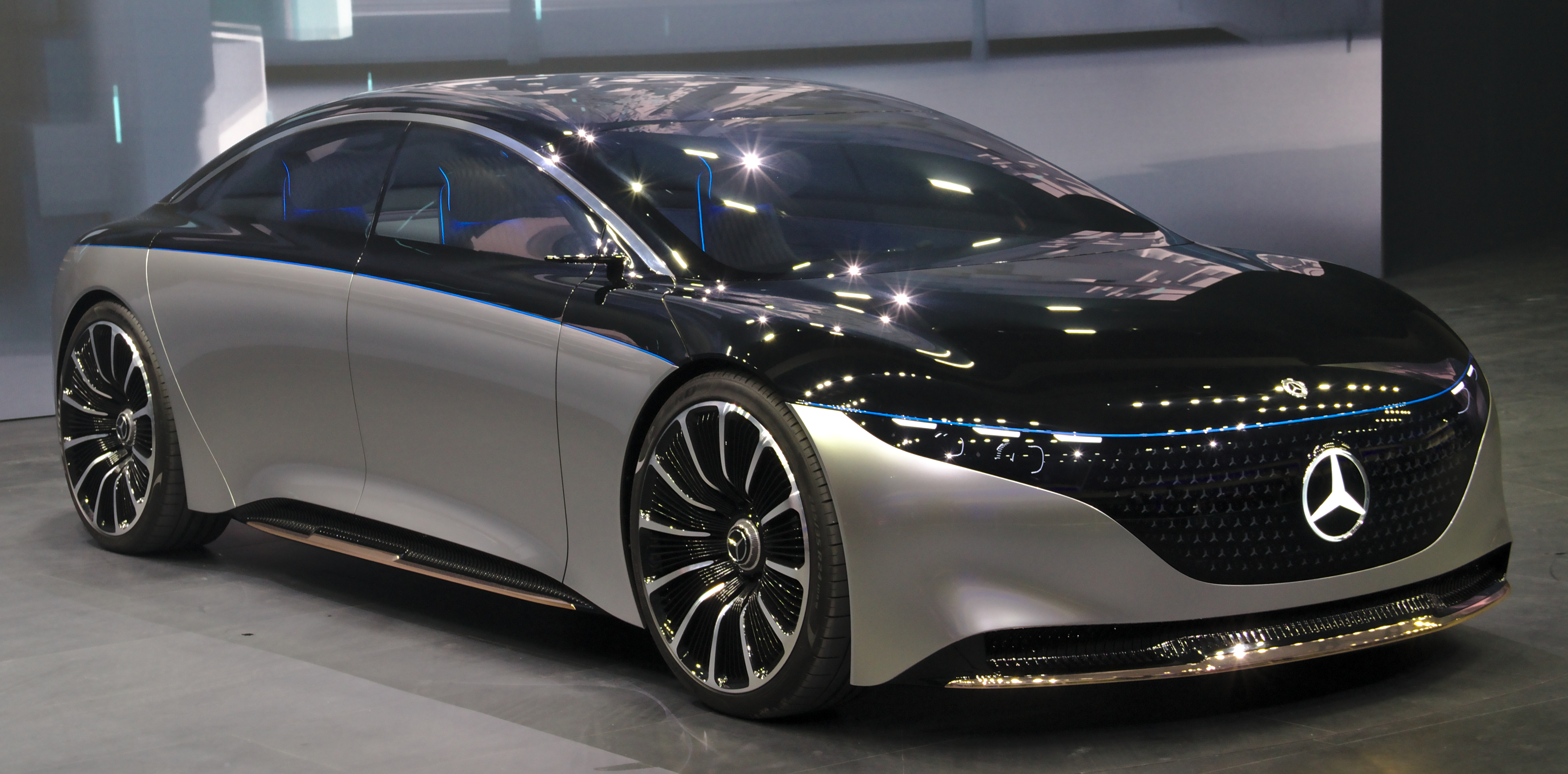
Концепт Mercedes-Benz Vision EQS на выставке IAA 2019
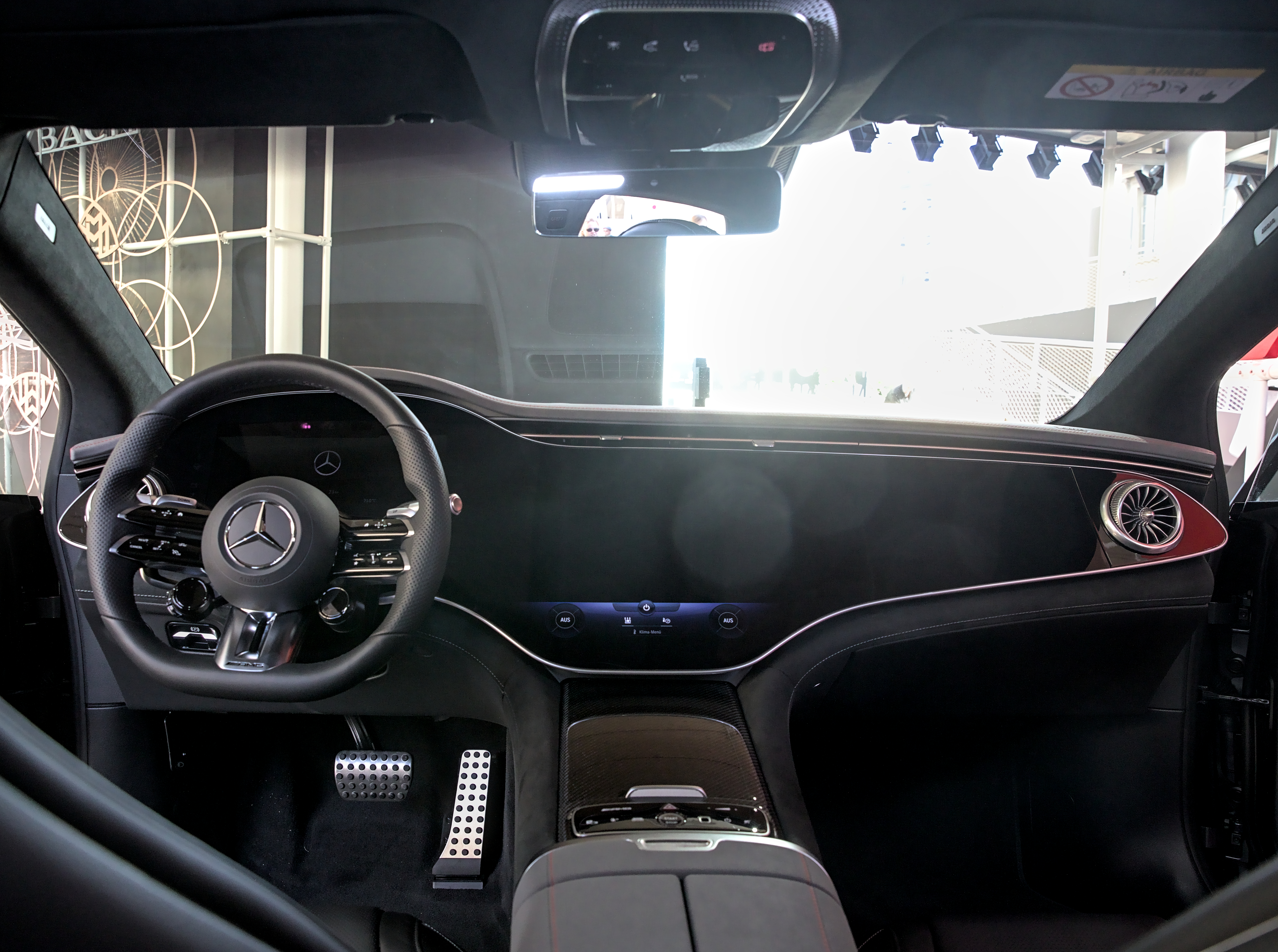
Место водителя
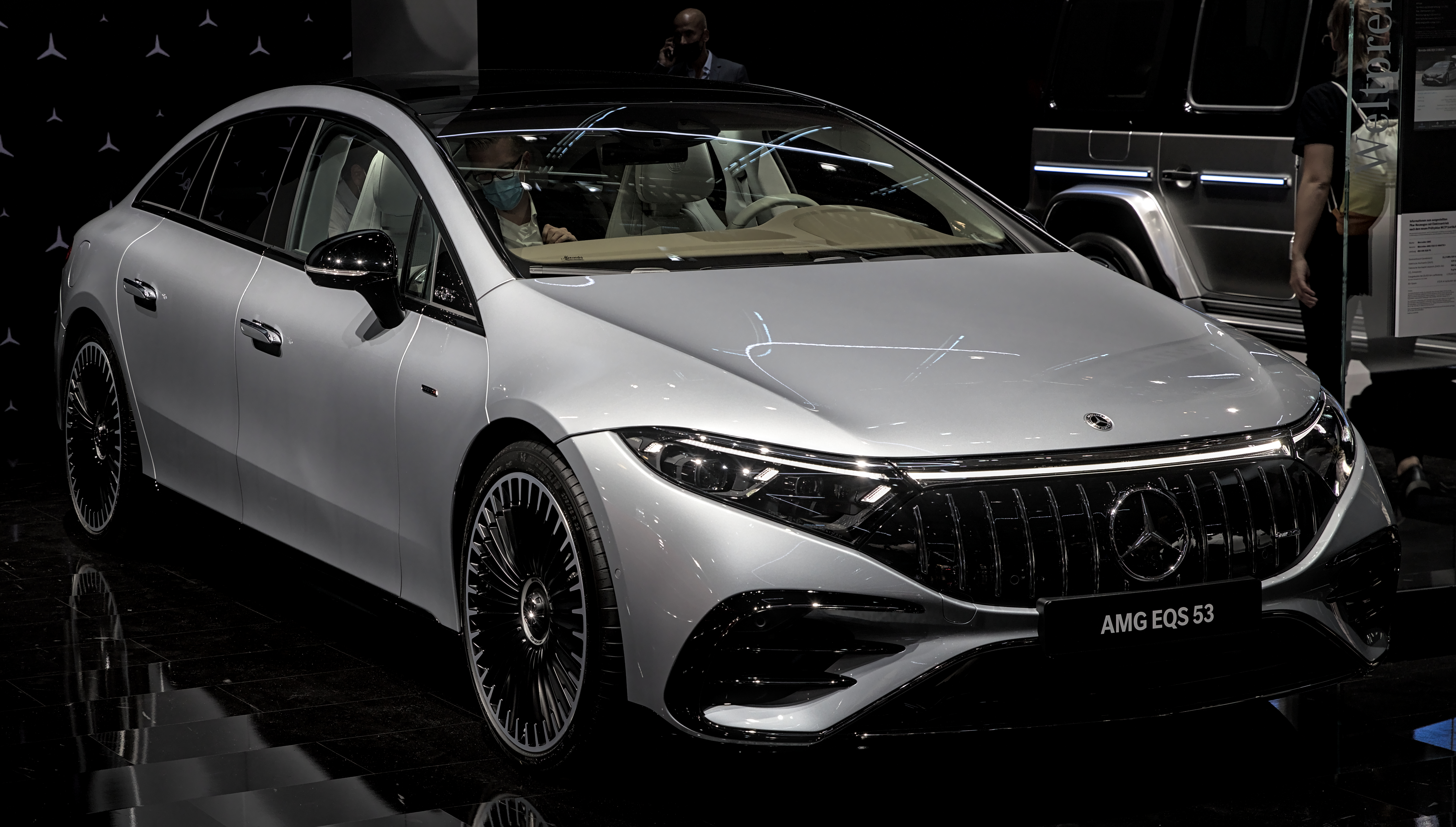
Mercedes-AMG EQS 53
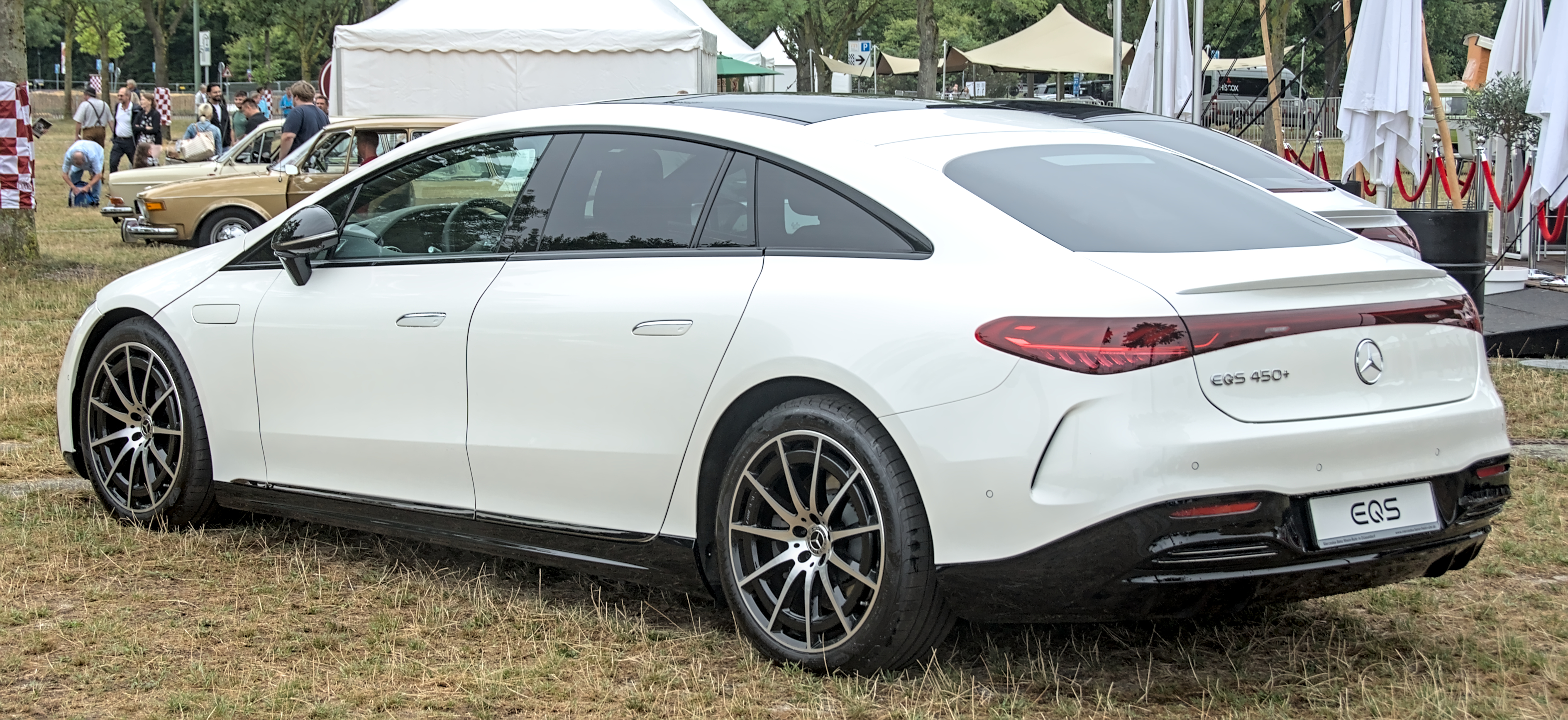
Вид сзади

## Модификации
- EQS 350
- EQS 450+
- EQS 450 4Matic
- EQS 500 4Matic
- EQS 580 4Matic
- EQS 53 AMG 4Matic+
- EQS 53 AMG 4Matic+ Dynamic Plus